# فیلم در ۲۰۰۸
در سال ۲۰۰۸ در آمریکا فیلم‌های پرفروشی همچون شوالیه تاریک، ایندنیا جونز ۴ و ذره‌ای آرامش به همراه آثاری ستایش شده مثل میلیونر زاغه‌نشین و مورد عجیب بنجامین باتن ساخته شد.

## فیلم‌های پرفروش سال ۲۰۰۸
| رتبه | فیلم                           | فروش(دلار)    |
| ---- | ------------------------------ | ------------- |
| ۱    | شوالیه تاریک                   | ۱٫۰۰۱٫۹۲۱٫۸۲۵ |
| ۲    | ایندنیا جونز                   | ۷۸۶٫۶۳۶٫۰۳۳   |
| ۳    | پاندای کونگ‌فوکار               | ۶۳۱٫۹۰۸٫۹۵۱   |
| ۴    | هنکاک                          | ۶۲۴٫۳۸۶٫۷۴۶   |
| ۵    | مامامیا                        | ۶۰۲٫۶۰۹٫۴۸۷   |
| ۶    | ماداگاسکار ۲                   | ۶۰۲٫۳۰۸٫۱۷۸   |
| ۷    | آیرون من                       | ۵۸۲٫۰۳۰٫۵۲۸   |
| ۸    | ذره‌ای آرامش                    | ۵۷۵٫۹۵۲٫۵۰۵   |
| ۹    | وال-ای                         | ۵۳۴٫۷۶۷٫۸۸۹   |
| ۱۰   | ماجراهای نارنیا:شاهزاده کاسپین | ۴۱۹٫۶۵۱٫۴۱۳   |

## جوایز

### اسکار
- بهترین فیلم:میلیونر زاغه نشین
- بهترین بازیگر نقش اول مرد:شان پن-میلک
- بهترین بازیگر نقش مکمل مرد:هیت لجر-شوالیه تاریک
- بهترین بازیگر نقش اول زن:کیت وینسلت-کتاب خوان
- بهترین بازیگر نقش مکمل زن:پنه لوپه کروز-کریستینا بارسلونا
- بهترین فیلم نامه اقتباسی:سایمون بوفوی-میلیونر زاغه نشین
- بهترین انیمیشن سال:وال-ای
- بهترین فیلم نامه ارژینال:داستین لنس بلک-میلک
- بهترین صداگذاری:شوالیه تاریک
- بهترین تدوین:کریس دکینز-میلیونر زاغه نشین
- بهترین موسیقی ارژینال:ای آی رحمان-میلیونر زاغه نشین

### گلدن گلوب

#### درام
- بهترین فیلم:میلیونر زاغه نشین
- بهترین بازیگر مرد:میکی رورک-کشتی گیر
- بهترین بازیگر زن:کیت وینسلت:جاده انقلابی

#### کمدی یا موزیکال
- بهترین فیلم:ویکی کریستا بارسلونا
- بهترین بازیگر مرد:کالین فرل-در بروژ
- بهترین بازیگر زن:سالی هاوکینز-شاد برو خوش باش!

### کن
| فیلم       | جشنواره            |
| ---------- | ------------------ |
| کلاس       | کن                 |
| کشتی گیر   | جشنواره فیلم ونیز  |
| جوخه ممتاز | جشنواره فیلم برلین |